# 正统哈里发时期
正统哈里发國（阿拉伯语：الخلفاء الراشدون，al-Khilāfah ar-Rāšidah）是指伊斯兰教创始人穆罕默德逝世后自632年至661年相继执掌阿拉伯伊斯兰国家政教大权的四位继承人（即哈里发），分别是阿布·伯克尔、欧麦尔·本·赫塔卜、奥斯曼·本·阿凡與阿里·本·阿比·塔利卜。由于正统哈里发都是通过民主选举或推举而产生的，他们的继位获得了大多数穆斯林的认可，故称这一时期为哈里发国家的“神权共和时期”。

## 概述
逊尼派穆斯林承认四位哈里发都是先知穆罕默德的合法继承人，故有“正统”之称，而什叶派穆斯林只承认阿里及其后裔是合法的哈里发，视阿里之前的三位哈里发为篡位者。
正统哈里发在位期间，新生的阿拉伯伊斯兰政权得到了巩固，并开始了大规模的对外征服（穆斯林称之为圣战），传播了伊斯兰教，为阿拉伯帝国的形成奠定了基础。

## 四大哈里發

### 阿布·巴克爾
阿布·巴克爾是最早皈依伊斯蘭教的「薩哈巴」（先知穆罕默德的同伴）之一。他把女兒阿伊莎嫁給穆罕默德，並伴隨穆罕默德從麥加前往麥地納。當穆罕默德於632年去世，阿布·巴克爾被推選為穆罕默德的繼承人，以及第一位哈里發。他在兩年後（634年）去世。

### 歐瑪爾·賓·哈塔卜
歐瑪爾·賓·哈塔卜原本是一名商人，616年皈依伊斯蘭教，他的女兒哈夫莎是穆罕默德的第四任妻子。在穆罕默德領導下歐瑪爾參與了眾多戰役，包含巴德爾之役（624年）、胡奈戰役（630年）等。在臨死前，阿布·巴克爾指定為自己的繼承者，634年歐瑪爾·賓·哈塔卜成為第二任哈里發。
歐瑪爾在位期間，積極規劃帝國的行政組織，如將帝國劃分為十三個省份等。他創辦伊斯蘭教法學，以及「貝特馬爾」（即帝國的財政部）。歐瑪爾統治時期伊斯蘭帝國迅速擴張，黎凡特地區、埃及、以及原薩珊帝國大部領土皆落入穆斯林的領域。

### 奧斯曼·本·阿凡
如同歐瑪爾，奧斯曼·本·阿凡原本亦是一名商人，在阿布·巴克爾的介紹下與穆罕默德見面並皈依伊斯蘭教，成為最早皈依伊斯蘭教的穆斯林之一。他娶了穆罕默德的兩個女兒，Ruqayya與Umm Kulthum。644年歐瑪爾臨死前組成一個六人會議以選出下一任哈里發，最終由奧斯曼當選。
與前任歐瑪爾專注於帝國政治體系的整頓相比，奧斯曼更致力於推動軍事擴張。穆阿維亞一世、阿卜杜拉·伊本·賽耳德在他任內分別擔任敘利亞、埃及總督。奧斯曼在位期間穆斯林勢力逐漸深入波斯與亞美尼亞地區，並且開始征服馬格里布。奧斯曼·本·阿凡在656年遭到刺殺，穆罕默德的女婿阿里·本·阿比·塔利卜繼任為第四任哈里發。

## 結束
第四位“正统哈里发”阿里遇刺后，继哈里发之位的其子哈桑·本·阿里不久就在叙利亚总督穆阿威叶一世的威逼利诱下放弃哈里发之位，穆阿威叶继任哈里发，哈里发国家的“神权共和”时期结束，开始了世袭制的倭马亚王朝。